# Никишин, Пётр Осипович
Пётр О́сипович Ники́шин (1890, с. Долгоруково, Саратовская губерния — 1978, Куйбышев) — журналист, краевед.
Одно время учительствовал в сельских школах Сибири.
В 1919 году редактировал газету партизан Алтайской губернии «Известия».
В 1920-е годы работал в пензенской губернской газете «Трудовая правда» (ныне газета «Пензенская правда»). Также редактировал пензенские крестьянские газеты «Новая деревня» и «Колос».
Весной 1921 года был избран делегатом Первого Всероссийского съезда журналистов.
В 1926 году на экранах кинотеатров Москвы с большим успехом шел художественный фильм «Кто кого?», поставленный по сценарию Никишина.
В начале 1930-х годов — литсотрудник «Крестьянской газеты».
2 сентября 1931 года перешел в издательство «Волжская коммуна».
Впоследствии был собкором «Правды» по Средне-Волжскому краю. Постоянно жил и работал в г. Куйбышеве (ныне г. Самара).
Автор многих публикаций по истории Пензенской губернии, в том числе кн.: «1905» (Пенза, 1925); «Как рождался Октябрь»; «Пензенские помещики и их крепостные накануне 1861 г.», «Рабочее и профессиональное движение в Пензенской губернии: Материалы к истории:1850-1918 гг.» (Пенза, 1927).
Он первый составил список декабристов, связанных с Пензенским краем, ориентируясь на официальные документы 1826 года. Никишин положил начало историографии декабристов в пензенском краеведении.
Умер в 1978 году.